# ثنائي ميثيل الأنيلين

N،N-ثنائي ميثيل الأنيلين (اختصاراً) DMA مركب عضوي، وهو مشتق مستبدل من مركب الأنيلين. وهو عبارة عن أمين ثالثي حيث تستبدل ذرتي الهيدروجين في مجموعة الأمين في الأنيلين بمجموعتي ميثيل.
وهو عبارة عن سائل زيتي عديم اللون عندما يكون نقياً، في حين أن العينات التجارية منه تكون صفراء.

## التحضير
يحضر مركب ثنائي ميثيل الأنيلين من تفاعل الأنيلين مع يود الميثان حسب المعادلة:
C6H5NH2 + 2 CH3I → C6H5N(CH3)2 + 2 HI
صناعياً يحضر ثنائي ميثيل الأنيلين من ألكلة الأنيلين بالميثانول بوجود حفاز حمضي 
C6H5NH2 + 2 CH3OH → C6H5N(CH3)2 + 2 H2O
بالطريقة نفسها يمكن استعمال ثنائي ميثيل الإيثر كعامل مثيلة methylating agent

## الخواص
- يدخل ثنائي ميثيل الأنيلين في العديد من التفاعلات المتوقعة للأنيلين، حيث أن قاعديته ضعيفة وفعاليته كبيرة تجاه الكواشف المحبة للإلكترونات (إلكتروفيلات). فعلى سبيل المثال:

1. إن نترتة ثنائي ميثيل الأنيلين تعطي مركب تيتريل، وهو مشتق

مستبدل بأربع مجموعات نترو والذي استخدم كمتفجر من قبل.
1. يمكن أن يضاف عليه ذرة ليثيوم عن طريق بوتيل الليثيوم.
2. يمكن إضافة مجموعة الميثيل بالتالي نحصل على ملح الأمونيوم الرابعي [4]

C6H5N(CH3)2 + CH3O)2SO2 → C6H5N(CH3)3]CH3OSO3

## الاستخدامات
- يستخدم مركب ثنائي ميثيل الأنيلين كمحفز لتصلب ريزينات (راتنجات) البوليستر وفينيل الإستر.[5]
- يستخدم كركازة لتحضير مركبات عضوية أخرى.